# Orwell Lake
Der Orwell Lake ist ein kleiner See im östlichen Teil von Signy Island im Archipel der Südlichen Orkneyinseln. Er liegt südöstlich des Orwell-Gletschers im Moraine Valley. Entstanden ist er durch den Rückzug des Gletschers.
Das UK Antarctic Place-Names Committee benannte ihn 1981 in Anlehnung an die Benennung des gleichnamigen Gletschers. Dessen Namensgeber ist das Transportschiff Orwell des norwegischen  Walfangunternehmens Tønsbergs Hvalfangeri, das zwischen 1926 und 1926 sowie zwischen 1929 und 1930 in den Gewässern um die Südlichen Orkneyinseln operierte.